# Electró desaparellat

Taula periòdica dels elements que tenen electrons no aparellats.

Un  electró desaparellat  o és aquell que no té el seu espín compensat per un altre electró d'espín oposat en el mateix àtom (o, en un model d'orbitals moleculars, en la mateixa molècula). En sistemes orgànics, donen lloc a radicals lliures, mentre que en metalls de transició, per exemple, és fàcil trobar sistemes amb electrons desaparellats i que siguin estables. En qualsevol cas, li donen propietats magnètiques al sistema en el qual estiguin, i generalment alteren les seves propietats òptiques.
Els  electrons desaparellat  són aquells que es troben sols en un orbital.
Quan hi ha orbitals de la mateixa energia se semiocupada amb el mateix spin i després es completen orbitals de la mateixa energia, que són aquells que tenen el mateix valor del nombre quàntic secundari.